# Fred R. Harris
Fred Roy Harris (Walters, Oklahoma; 13 de noviembre de 1930– 23 de noviembre de 2024) fue un político estadounidense, miembro demócrata del Senado de los Estados Unidos por Oklahoma entre 1964 y 1973.
Nacido en Walters, Oklahoma, Harris fue elegido senador por Oklahoma tras graduarse en la Facultad de Derecho de la Universidad de Oklahoma. Desbancó al senador designado J. Howard Edmondson y ganó las elecciones especiales de 1964 para suceder a Robert S. Kerr, derrotando por un estrecho margen al entrenador de fútbol americano Bud Wilkinson. Harris apoyó firmemente los programas de la Gran Sociedad, pero criticó la gestión del presidente Lyndon B. Johnson de la guerra de Vietnam. Fue reelegido en 1966 y renunció a presentarse a otro mandato en 1972.
De 1969 a 1970, Harris fue presidente del Comité Nacional Demócrata. En las elecciones presidenciales de 1968, el candidato demócrata Hubert Humphrey le tuvo muy en cuenta como compañero de fórmula. Harris aspiró sin éxito a la candidatura presidencial demócrata en 1972 y 1976. Después de 1976, fue profesor en la Universidad de Nuevo México.

## Primeros años
Harris nació el 13 de noviembre de 1930 en Walters, Condado de Cotton, Oklahoma, hijo de Eunice Alene (Person) y Fred Byron Harris, aparcero. En 1952 se licenció en Historia y Ciencias Políticas por la Universidad de Oklahoma (OU). A continuación ingresó en la Facultad de Derecho de la OU, donde fue ayudante administrativo del decano y, sucesivamente, editor de libros y redactor jefe de la revista Law Review. Obtuvo el título de LL B. con distinción y fue admitido en el colegio de abogados en 1954. En 1956 fue elegido senador por el estado de Oklahoma, cargo que ocupó hasta 1964. Durante la mayor parte del tiempo, fue uno de sus miembros más jóvenes. En 1962 presentó sin éxito su candidatura a gobernador de Oklahoma, lo que le hizo más conocido en todo el estado.

## Senado de los Estados Unidos
En 1964, Harris se presentó a las elecciones para ocupar el escaño del senador Robert S. Kerr, fallecido durante su mandato. Derrotó en las primarias demócratas al exgobernador J. Howard Edmondson, que había sido designado para suceder a Kerr. La elección general fue una campaña de alto nivel contra el candidato republicano, el legendario entrenador de fútbol americano de la Universidad de Oklahoma, Bud Wilkinson. Ambos partidos invitaron a líderes políticos de fuera del estado a hacer campaña por sus candidatos. Los republicanos trajeron al exvicepresidente Richard Nixon para hacer campaña por Wilkinson, mientras que Harris recibió al presidente Lyndon Johnson. Harris derrotó a Wilkinson por 51% a 49%, convirtiéndose en uno de los miembros más jóvenes del Senado de EE. UU.
Harris fue un firme defensor de los programas de la Gran Sociedad del presidente Lyndon Johnson, que a menudo eran impopulares en Oklahoma. Votó a favor de la Ley de Derecho al Voto de 1965, mientras que no votó la Ley de Derechos Civiles de 1968 ni la confirmación de Thurgood Marshall para la Corte Suprema de los Estados Unidos. En marzo de 1968, Johnson nombró a Harris miembro de la Comisión Nacional Asesora sobre Desórdenes Civiles. Rápidamente se convirtió en uno de sus miembros más activos y se preocupó profundamente por los afroamericanos económicamente desfavorecidos del centro de las ciudades. También apoyó firmemente los programas agrícolas, el Programa de Navegación del río Arkansas y los programas de salud para los indios, todos ellos muy populares en Oklahoma.
A pesar de ser fuertemente liberal en un estado cada vez más conservador, fue elegido para un mandato completo en 1966, derrotando al abogado Pat J. Patterson, 54% a 46%. Patterson había intentado desbancar a Harris anunciando su apoyo a una enmienda constitucional propuesta por el senador Everett M. Dirksen para permitir a los consejos escolares prever oraciones en las escuelas públicas. La enmienda de Dirksen contaba con un entusiasta apoyo político en Oklahoma, pero Harris se opuso a ella en una carta pública: "Creo en la separación de la Iglesia y el Estado y creo que la oración y la lectura de la Biblia deben ser voluntarias".
Durante su mandato en el Senado, Harris también fue brevemente presidente del Comité Nacional Demócrata, precedido y sucedido en el cargo por Larry O'Brien. Harris fue uno de los dos últimos candidatos considerados por el vicepresidente y candidato presidencial Hubert Humphrey para ser el candidato del Partido Demócrata a la Vicepresidencia de los Estados Unidos en 1968; Humphrey eligió al senador Edmund Muskie, de Maine, debido a la corta edad de Harris, 37 años. Según O'Brien, Humphrey vaciló entre los dos hasta que finalmente eligió a Muskie en el último momento. Harris rompió con Johnson y Humphrey por la guerra de Vietnam.
En 1970, Harris fue uno de los principales promotores de la legislación para devolver a los habitantes de Taos Pueblo 19.425 hectáreas de tierras montañosas que el presidente Theodore Roosevelt había expropiado y designado como Bosque Nacional Carson a principios del siglo XX. La lucha fue especialmente emotiva, ya que esta devolución de tierras de Taos incluía el Lago Azul, que los Pueblo consideran sagrado. Para aprobar el proyecto de ley, Harris forjó una alianza bipartidista con el presidente Richard Nixon, de quien Harris estaba muy dividido en otras numerosas cuestiones, especialmente la guerra de Vietnam. Para ello, tuvo que superar a los poderosos senadores demócratas Clinton Presba Anderson y Henry M. Jackson, que se oponían firmemente a la devolución de las tierras. Según cuenta LaDonna, la esposa de Harris, que participó activamente en la lucha, cuando finalmente se aprobó el proyecto de ley y llegó el momento de que lo firmara el presidente, Nixon levantó la vista y dijo: "No puedo creer que vaya a firmar un proyecto de ley que fue patrocinado por Fred Harris".
En 1971, Harris fue el único senador que votó en contra de la confirmación de Lewis F. Powell, Jr. como juez asociado de la Corte Suprema de los Estados Unidos. Se opuso a Powell porque lo consideraba elitista y con un historial deficiente en materia de derechos civiles.
Harris también pidió la abolición de la Comisión Interestatal de Comercio.

## Últimos años
Harris no se presentó a otro mandato en el Senado en 1972, sino que se presentó a las elecciones presidenciales con una plataforma de "democracia económica". La candidatura duró poco, pero volvió a presentarse en 1976. Para reducir gastos, viajó por el país en un vehículo de recreo y se alojó en casas particulares, dando a sus anfitriones una tarjeta canjeable por una noche de estancia en la Casa Blanca tras su elección. Hizo hincapié en las cuestiones que afectaban a los nativos americanos y a la clase trabajadora. Su interés por los derechos de los nativos americanos está vinculado a su ascendencia y a la de su exesposa, La Donna Harris, una comanche muy implicada en el activismo de los nativos americanos. Además, procedía de un estado que había comenzado su existencia política como Territorio Indio.
Tras un sorprendente cuarto puesto en los caucus de Iowa de 1976, Harris acuñó el término "winnowed in" al decir: "El proceso de winnowing out ha comenzado y acabamos de ser 'winnowed in'". Obtuvo más del 10% de los votos, desplazando a Mo Udall, que llegó a liderar las encuestas, al quinto puesto. Harris fue "aventado" poco más de un mes después. Quedó cuarto en las primarias de New Hampshire y, una semana después, tercero en Vermont y quinto en Massachusetts. Harris permaneció en liza un mes más, y su mejor resultado fue un cuarto puesto en Illinois, con un 8%.
Harris abandonó la política electiva por el mundo académico después de 1976. Se convirtió en profesor de ciencias políticas en la Universidad de Nuevo México y escribió muchos libros sobre temas políticos, entre ellos Potomac Fever (Fiebre del Potomac, Norton, 1977 ISBN 0-393-05610-4) y Deadlock or Decision: The U.S. Senate and the Rise of National Politics (Oxford University, 1993 ISBN 0-19-508025-4). En 2003, Harris fue elegido miembro de la Junta Directiva Nacional de Common Cause. También fue autor de tres novelas. Residía en Corrales, Nuevo México.